# Виала, Жан Люк
Жан Люк Виала́ (фр. Jean-Luc Viala; род. 5 сентября 1957, Париж) — французский оперный певец (тенор).

## Биография
Учился в Париже у Мишеля Сенешаля и в Италии у Арриго Полла. 
В 1985—1986 гг. пел в Базельской опере Фентона («Фальстаф» Верди) и Эрнесто («Дон Паскуале» Доницетти) Затем выступал в Лионской опере, исполнил партию рассказчика в «Детстве Христа» Берлиоза (с Берлинским филармоническим оркестром под управлением Иегуди Менухина). 
В 1988 г. дебютировал на Глайндборнском фестивале в «Каприччио» Рихарда Штрауса. 
С тех пор Виала выступает на ведущих оперных сценах мира.